# Émile Amélineau

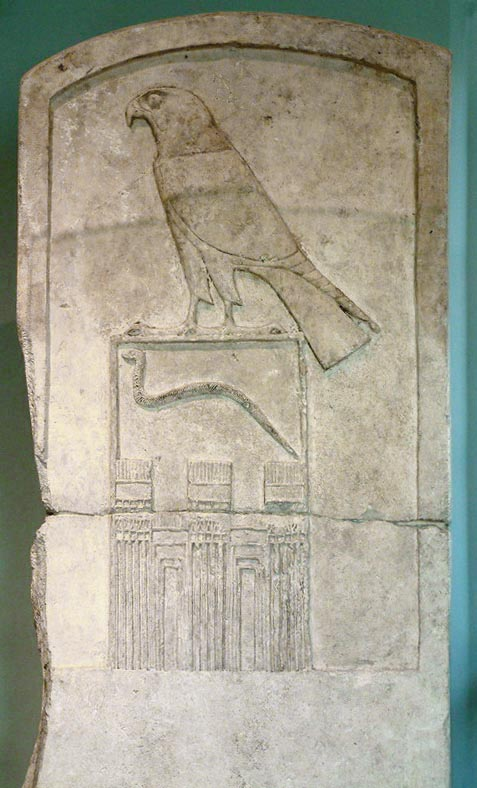
Estela mortuoria del faraón Dyet, de la I dinastía, descubierta por Émile Amélineau en 1895, actualmente expuesta en el Museo del Louvre.

Émile Amélineau (La Chaize-Giraud, 1850-Châteaudun, 12 de enero de 1915) fue un clérigo, arquitecto, arqueólogo y egiptólogo francés, especialista en los coptos (cristianos egipcios). Notable por sus ediciones de numerosos textos coptos hasta entonces sin publicar, su reputación como excavador quedó en entredicho cuando Flinders Petrie demostró que su chapucera actuación en Abydos había ocasionado la destrucción de evidencias arqueológicas.

## Obras
- "Fragments coptes du Nouveau Testament dans le dialecte thébain", en Recueil de travaux relatifs à la philologie, V (1884), pp. 105-139.
- "Fragments de la version thebaine de l'ecriture (Ancien Testament)", en Recueil de travaux relatifs à la philologie, V (1886), pp. 10 ff.
- Essai sur le gnosticisme égyptien, ses développements et son origine égyptienne, E. Leroux, París, 1887.
- Contes et romans de l'Égypte chrétienne, E. Leroux, París, 1888.
- La morale égyptienne, quinze siècles avant notre ère, étude sur le papyrus de Boulaq n° 4, Bibliothèque de l'école des hautes études, E. Leroux, París, 1892.
- La géographie de l'Egypte à l'époque copte, E. Leroux, París, 1893.
- Essai sur l'évolution historique et philosophique des idées morales dans l'ancienne Égypte, E. Leroux, París, 1895.
- Les nouvelles fouilles d'Abydos, 1895-1896, E. Leroux, París, 1901.
- Les nouvelles fouilles d'Abydos, 1896-1897,  E. Leroux, París, 1902.
- Les nouvelles fouilles d'Abydos, 1897-1898 (con A. Lemoine), E. Leroux, París, 1904-1905.
- Prolégomènes à l'étude de la religion égyptienne, essai sur la mythologie de l'Égypte, n°21, Bibliothèque de l'école des hautes études, E. Leroux, París, 1908.